# Gaetano Savatteri
Gaetano Savatteri (Milano, 7 giugno 1964) è un giornalista e scrittore italiano.

## Biografia
Nato a Milano da genitori originari di Racalmuto, a dodici anni torna con la famiglia in Sicilia. Nel 1980, insieme con altri giovani ragazzi apre il periodico Malgrado Tutto, che potrà vantare la pubblicazione di alcuni articoli di Leonardo Sciascia, Andrea Camilleri, Giuseppe Bonaviri e Matteo Collura.
Dopo aver conseguito la maturità presso il Liceo Classico Empedocle di Agrigento, Savatteri comincia a lavorare al Giornale di Sicilia di Palermo, diventando giornalista professionista nel 1987, per poi trasferirsi nel 1991 a Roma prima come inviato de L'Indipendente e, dal 1997, come giornalista del TG5. Nel 2020 collabora al programma televisivo condotto da Nicola Porro Quarta Repubblica su Rete 4.
Savatteri è autore di vari romanzi, il primo La congiura dei loquaci del 2000.
Dai suoi romanzi e racconti aventi per protagonista il giornalista e investigatore Saverio Lamanna, è stata tratta la serie televisiva italiana Màkari con protagonista Claudio Gioè. La prima stagione è stata trasmessa in prima visione in prima serata su Rai 1 nel 2021, la seconda nel 2022 e la terza nel 2024; Savatteri interpreta se stesso nel terzo episodio della terza stagione.

## Riconoscimenti
- Ha ricevuto nel 2003 il Premio Racalmare.[1]

## Opere

### Saggi
- La sfida di Orlando. Ora alza il tiro: punta al Palazzo e vuol essere il leader del nuovo, Palermo, Arbor, 1993. ISBN 88-86325-08-8.
- Voci del verbo mafiare. Aforismi di Cosa Nostra, con Pietro Calderoni, Napoli, Tullio Pironti, 1993. ISBN 88-7937-096-0.
- Premiata ditta servizi segreti. Sisde: Scalfaro nel mirino. Intrighi, complotti e affari degli spioni di casa nostra, con Paola Bolaffio, Palermo, Arbor, 1994. ISBN 88-86325-04-5.
- Ladri di vita. Storie di strozzini e disperati, con Tano Grasso, Milano, Baldini & Castoldi, 1996. ISBN 88-8089-130-8.
- L'attentatuni. Storia di sbirri e di mafiosi, con Giovanni Bianconi, Milano, Baldini & Castoldi, 1998. ISBN 88-8089-393-9.
- Malgrado tutto. [L'avventura di un giornale], con Giancarlo Macaluso, Caltanissetta-Roma, Sciascia, 2008. ISBN 978-88-8241-266-1.
- Strani nostrani. Storie di siciliani fuori dal comune, Palermo, Novantacento, 2010. ISBN 978-88-96499-09-2.
- Testo in Pietro Grasso, La linea della palma e del diritto, Racalmuto, Editoriale Malgrado tutto, 2015.
- Non c'è più la Sicilia di una volta, Roma-Bari, Laterza, 2017. ISBN 978-88-581-2673-8.

### Curatele, prefazioni, postfazioni, presentazioni
- Prefazione a Salvatore Picone, Una Madonna venuta da lontano, Editoriale Malgrado tutto, Racalmuto 2003
- Intervista ad Andrea Camilleri in Angelo Pitrone, Linea di terra. Viaggio in Sicilia per treni e stazioni, Palermo, Edizioni di passaggio, 2005. ISBN 88-901726-3-0.
- Postfazione a Christopher Duggan, La mafia durante il fascismo, Soveria Mannelli, Rubbettino, 2007. ISBN 978-88-498-1823-9.
- Prefazione a Francesco Viviano, Michele Greco. Il memoriale, Reggio Emilia, Aliberti, 2008. ISBN 978-88-7424-365-5.
- Curatela di Salvatore Lupo, Potere criminale. Intervista sulla storia della mafia, Roma-Bari, Laterza, 2010. ISBN 978-88-420-9338-1.
- Prefazione a Daniela Spalanca, Amici per sempre, Mazara del Vallo, Libridine, 2012. ISBN 978-88-95536-26-2.
- Curatela di Giuseppe Pignatone e Michele Prestipino, Il contagio. Come la 'ndrangheta ha infettato l'Italia, Roma-Bar, Laterza, 2012. ISBN 978-88-420-9834-8.
- Curatela con Francesco Grignetti, di Mafia capitale. L'atto di accusa della procura di Roma, Roma, Melampo, 2015. ISBN 978-88-98231-35-5.
- Introduzione a Carmelo Sciascia, Raccolta. Quasi un diario (pubblico) di riflessioni, di opinioni e considerazioni su alcuni eventi del 2016 del Piacentino di Sicilia, Tricase, Youcanprint Self-publishing, 2017. ISBN 978-88-926-0622-7.
- Prefazione a Salvatore Picone, Di zolfo e di spada. Conversazioni con Vincenzo Consolo intorno a Leonardo Sciascia , Salvatore Sciascia Editore, Caltanissetta 2019.
- Prefazione a Marsala dentro. Fuori Marsala, a cura di Adele e Gaspare Gerardi, Soveria Mannelli, Rubbettino, 2020. ISBN 978-88-498-6469-4.
- Prefazione a Salvatore Picone e Gigi Restivo, Dalle parti di Leonardo Sciascia. I luoghi, le parole, la memoria, Milano, Zolfo, 2021. ISBN 978-88-322-0629-6.
- Prefazione a Carmelo Sardo, L'arte della salvezza. Storia favolosa di Marck Art, Milano, Zolfo, 2021. ISBN 978-88-322-0636-4.
- L'isola nuova. Trent'anni di scritture di Sicilia, a cura di, Palermo, Sellerio, 2022. ISBN 978-88-389-4378-2.
- Introduzione a Salvatore Lupo,  Mafia, Roma, Treccani, 2022. ISBN 978-88-12-00996-1.

### Romanzi
- La congiura dei loquaci, Palermo, Sellerio, 2000. ISBN 88-389-1633-0.
- La ferita di Vishinskij, Palermo, Sellerio, 2003. ISBN 88-389-1885-6.
- Pirandello detective? Così è (se vi pare), in Noir in festival 2004. Courmayeur 7-13 dicembre 2004, a cura di Marina Fabbri, Roma, Noir in Festival, 2004. ISBN
- I siciliani, Roma-Bari, Laterza, 2005. ISBN 88-420-7091-2.
- Gli uomini che non si voltano, Palermo, Sellerio, 2006. ISBN 88-389-2163-6.
- La volata di Calò, con uno scritto di Andrea Camilleri, Palermo, Sellerio, 2008. ISBN 88-389-2314-0.
- Uno per tutti, Palermo, Sellerio, 2008. ISBN 88-389-2317-5.
- I ragazzi di Regalpetra, Milano, Rizzoli, 2009. ISBN 978-88-17-03061-8.
- Prefazione a Ester Rizzo, Le ricamatrici, Palermo, Navarra, 2018. ISBN 978-88-98865-78-9.
- Introduzione con Salvatore Ferlita a Salvatore Picone, Di zolfo e di spada. Conversazioni con Vincenzo Consolo intorno a Leonardo Sciascia, Caltanissetta-Roma, Salvatore Sciascia, 2019. ISBN 978-88-322-0602-9.
- Prefazione a Michele Pantaleone, Il sasso in bocca. Come la mafia conquistò l'Italia, Milano, Zolfo, 2019. ISBN 978-88-322-0602-9.
- Le siciliane, Roma-Bari, Laterza, 2021. ISBN 978-88-581-4336-0.
- Postfazione a Pietro Massimo Busetta, La rana e lo scorpione. Ripensare il Sud per non essere né emigranti né briganti, Soveria Mannelli, Rubbettino, 2023. ISBN 978-88-498-7447-1.
- Prefazione a Armando Caltagirone, Tacito silenzio, Caltanissetta-Roma, Sciascia, 2023. ISBN 978-88-8241-552-5.
- Presentazione di Caltanissetta. Racconto di una città, fotografie di Lillo Micciché, testi di Mario Cassetti, Amedeo Falci, Fiorella Falci, Salvatore Farina, Walter Guttadauria, Calogero Micciché e Marco Petrotto, Caltanissetta, Lussografica, 2023. ISBN 978-88-8243-568-4.
- Prefazione a Calogero Pumilia, La svolta. Il racconto di un eccezionale mutamento, Soveria Mannelli, Rubbettino, 2024. ISBN 978-88-498-7862-2.

#### Serie con Lamanna e Piccionello
- Il lato fragile, in Vacanze in giallo, Palermo, Sellerio, 2014. ISBN 88-389-3193-3.
- Il fatto viene dopo, in La crisi in giallo, Palermo, Sellerio, 2015. ISBN 88-389-3336-7.
- La regola dello svantaggio, in Turisti in giallo, Palermo, Sellerio, 2015. ISBN 88-389-3376-6.
- È solo un gioco, in Il calcio in giallo, Palermo, Sellerio, 2016. ISBN 88-389-3520-3.
- La fabbrica delle stelle, Sellerio, Palermo, 2016. ISBN 88-389-3544-0.
- La segreta alchimia, in Viaggiare in giallo, Palermo, Sellerio, 2017. ISBN 88-389-3628-5.
- I colpevoli sono matti, in Un anno in giallo, Palermo, Sellerio, 2017. ISBN 88-389-3712-5.
- Il delitto di Kolymbetra, Palermo, Sellerio, 2018. ISBN 88-389-3855-5. 97 8 8838938559
- La città perfetta, in Una giornata in giallo, Palermo, Sellerio, 2018. ISBN 88-389-3863-6.
- Tutti i libri del mondo, in Cinquanta in blu, Palermo, Sellerio, 2019. ISBN 88-389-3975-6.
- Il lusso della giovinezza, Palermo, Sellerio, 2020. ISBN 88-389-4124-6.
- Per l’alto mare aperto, in Una settimana in giallo, Palermo, Sellerio, 2021. ISBN 88-389-4262-5.
- Ferragosto è capo d'inverno, in Una notte in giallo, Palermo, Sellerio, 2022. ISBN 88-389-4425-3.
- Le stelle non vogliono saperne, in Cucina in giallo, Palermo, Sellerio, 2023. ISBN 88-389-4585-3.
- La Magna Via, Palermo, Sellerio, 2024. ISBN 88-389-4681-7.

##### Raccolte
- Quattro indagini a Màkari, Palermo, Sellerio, 2021. ISBN 978-88-389-4167-2. [Contiene: Il lato fragile, Il fatto viene dopo, La regola dello svantaggio, È solo un gioco]
- I colpevoli sono matti. Quattro indagini a Màkari, Palermo, Sellerio, 2022. ISBN 88-389-4356-7. [Contiene: La segreta alchimia, I colpevoli sono matti, La città perfetta,  Tutti i libri del mondo]

### Racconti
- Verde, in Sei colori siciliani, Palermo, Kalós, 2005. ISBN 88-89224-17-7.